# Copa América CAF7
Copa América CAF7 se koná se od roku 2017 a pořádá ho Confederación Americana de Fútbol 7 (CAF7). První ročník se odehrál v roce 2017 v Quitu v Ekvádoru. Na posledním šampionátu v Chile v listopadu 2022 zvítězili reprezentanti Brazílie.

## Turnaje
| Rok  | Hostitel                  | Finále    | Finále             | Finále             | Zápas o          | Zápas o            | Zápas o      |
| Rok  | Hostitel                  | Vítěz     | Skóre              | Poražený finalista | Třetí místo      | Skóre              | Čtvrté místo |
| ---- | ------------------------- | --------- | ------------------ | ------------------ | ---------------- | ------------------ | ------------ |
| 2017 | Ekvádor (Quito)           | Argentina | 4 – 3              | Ekvádor            | Venezuela Mexiko | nehrálo se         |              |
| 2018 | Uruguay (Montevideo)      | Uruguay   | 0 – 0 (3 – 2) pen. | Peru               | Argentina        | 1 – 1 (2 – 1) pen. | Brazílie     |
| 2019 | Argentina (Córdoba)       | Kolumbie  | 5 – 1              | Argentina          | Mexiko           | 5 – 4              | Brazílie     |
| 2022 | Chile (Santiago de Chile) | Brazílie  | 6 – 2              | Venezuela          | Chile            | 4 – 2              | Argentina    |

## Medailový stav podle zemí do roku 2022 (včetně)
| Pořadí | Země      | Zlato | Stříbro | Bronz | Celkem |
| 1.     | Argentina | 1     | 1       | 1     | 3      |
| 2.     | Uruguay   | 1     | 0       | 0     | 1      |
| 3.     | Kolumbie  | 1     | 0       | 0     | 1      |
| 4.     | Brazílie  | 1     | 0       | 0     | 1      |
| 5.     | Venezuela | 0     | 1       | 1     | 2      |
| 6.     | Ekvádor   | 0     | 1       | 0     | 1      |
| 6.     | Peru      | 0     | 1       | 0     | 1      |
| 7.     | Mexiko    | 0     | 0       | 2     | 2      |
| 8.     | Chile     | 0     | 0       | 1     | 1      |